# Dolmens du Mas Llusanes
Les dolmens du Mas Llussanes sont deux dolmens situés à Tarerach, dans le département français des Pyrénées-Orientales.

## Dolmen I, dit «la Barraca»
Le dolmen est mentionné pour la première fois par Pierre Vidal en 1921. Le dolmen a été fouillé par Jean Abélanet en 1975.

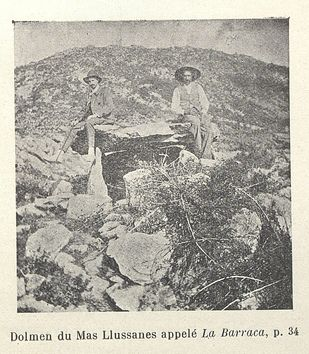
Le dolmen I vers 1921.

La chambre est délimitée par cinq orthostates en granite local : une dalle de chevet (2,35 m de long débordant par rapport aux piliers latéraux, 0,14 à 0,18 m d'épaisseur), deux dalles côté ouest (de 1,30 m de long et 0,20 m d'épaisseur) et deux dalles côté est, de respectivement 1,60 m de long sur 0,15 m d'épaisseur et 1,05 m de long sur 0,20 m. Des dalles plus petites rétrécissent l'entrée, mais elles ne font sans doute pas partie du dolmen initial, ayant probablement été ajoutées par la suite lorsque le dolmen a été aménagé en abri. L'ensemble dessine une forme vaguement trapézoïdale. La chambre est recouverte d'une table de couverture massive (3,30 m de long sur 2,35 m de large pour une épaisseur moyenne de 0,25 m). La chambre ouvre au sud-sud-est. Le tumulus de forme vaguement circulaire (6 m de diamètre) était probablement ceinturé par un mur périphérique dont des vestiges ont été retrouvés lors d'un sondage archéologique pratiqué en 2013.
Le dolmen a été pillé de longue date. Son nom catalan, « La Barraca » (signifiant « baraque ») indique explicitement qu'il a longtemps été utilisé comme abri à l'époque moderne. La fouille a livré des vestiges divers datés de différentes époques (Moyen Âge, XVIIe siècle à XIXe siècle) et un petit mobilier préhistorique : tessons de céramique (attribuables au Bronze ancien à final, Âge du fer), matériel lithique (débris de silex ou de quartz), une grande coquille de cardium et un fragment de disque/anneau en roche verte inachevé (65 à 70 mm de diamètre).
Les parcelles agricoles voisines (vignes) ont livré des tessons de céramique à décor de cordons lisses datés du Néolithique final, une dizaine de percuteurs en quartz et trois anneaux/disques identiques à celui trouvé dans le dolmen. L'ensemble correspond probablement à la présence d'un habitat de type vérazien.

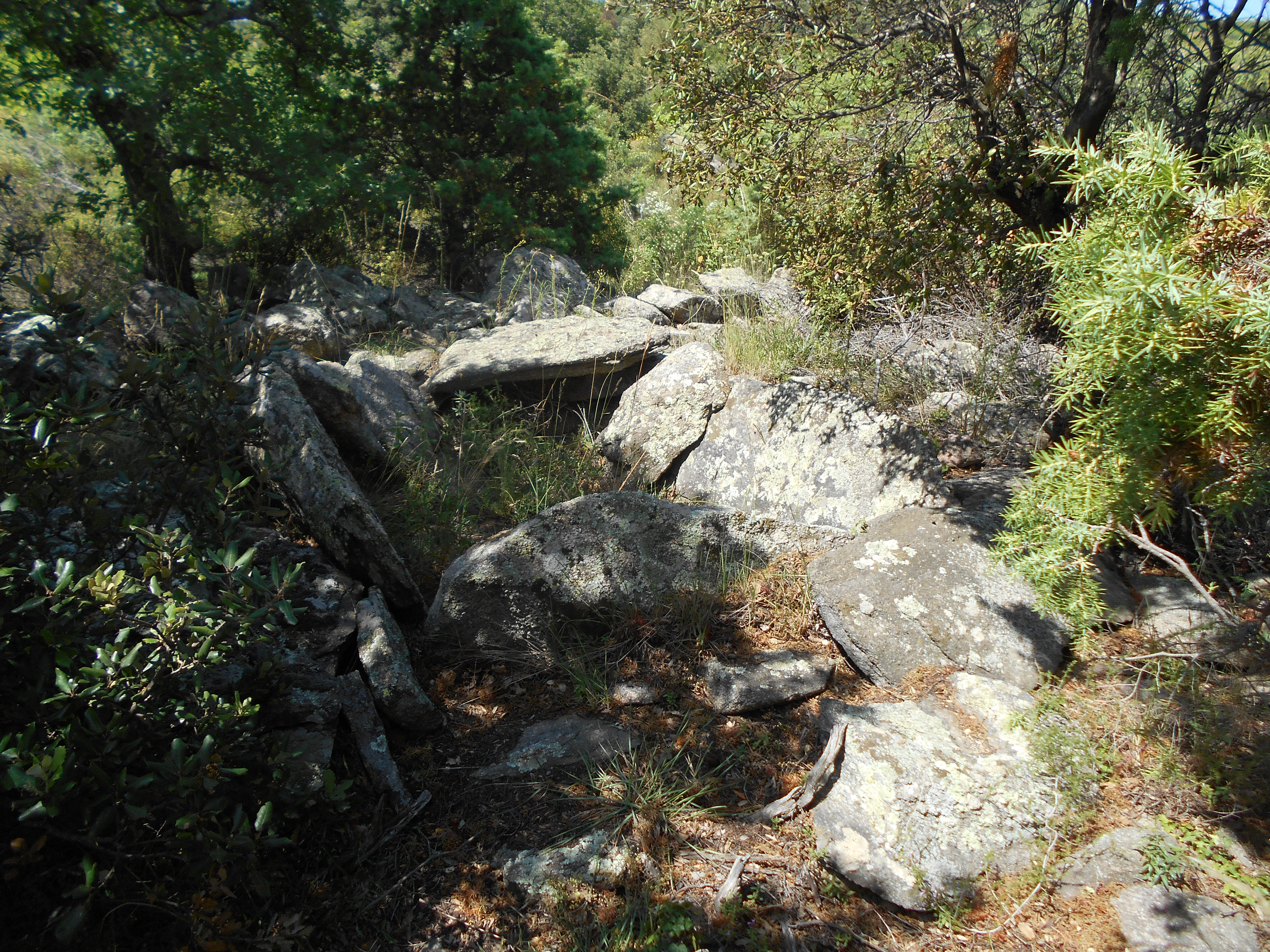
Dolmen II en 2018.

## Dolmen II
Le dolmen est demeuré inconnu jusqu'au début du XXe siècle bien que situé à un peu moins de 200 m au sud-est du dolmen I, près du hameau du Mas Llusanes, dans un chaos rocheux qui se confond avec son tumulus vaguement circulaire. Trois orthostates en granite délimitent une chambre rectangulaire : côté nord (1,40 m de long sur 0,15 m d'épaisseur en moyenne), côté ouest (1,50 m de long sur 0,10 m d'épaisseur en moyenne) et côté est ((1,40 m de long sur 0,15 m d'épaisseur en moyenne). La chambre ouvre au sud-ouest. La table de couverture a disparu, elle pourrait correspondre à des fragments de dalle retrouvés dispersés dans la chambre et sur le tumulus.
Le dolmen a été fouillé en 1973 par Henri et Monique Baills qui y ont découvert des fragments de céramique très érodés, deux percuteurs en quartz et une plaquette en schiste soigneusement polie sur ses deux faces. Des céramiques sont attribuables au Bronze final mais la plaquette en schiste est plus ancienne (Âge du cuivre à Bronze ancien).